# Десантний катер

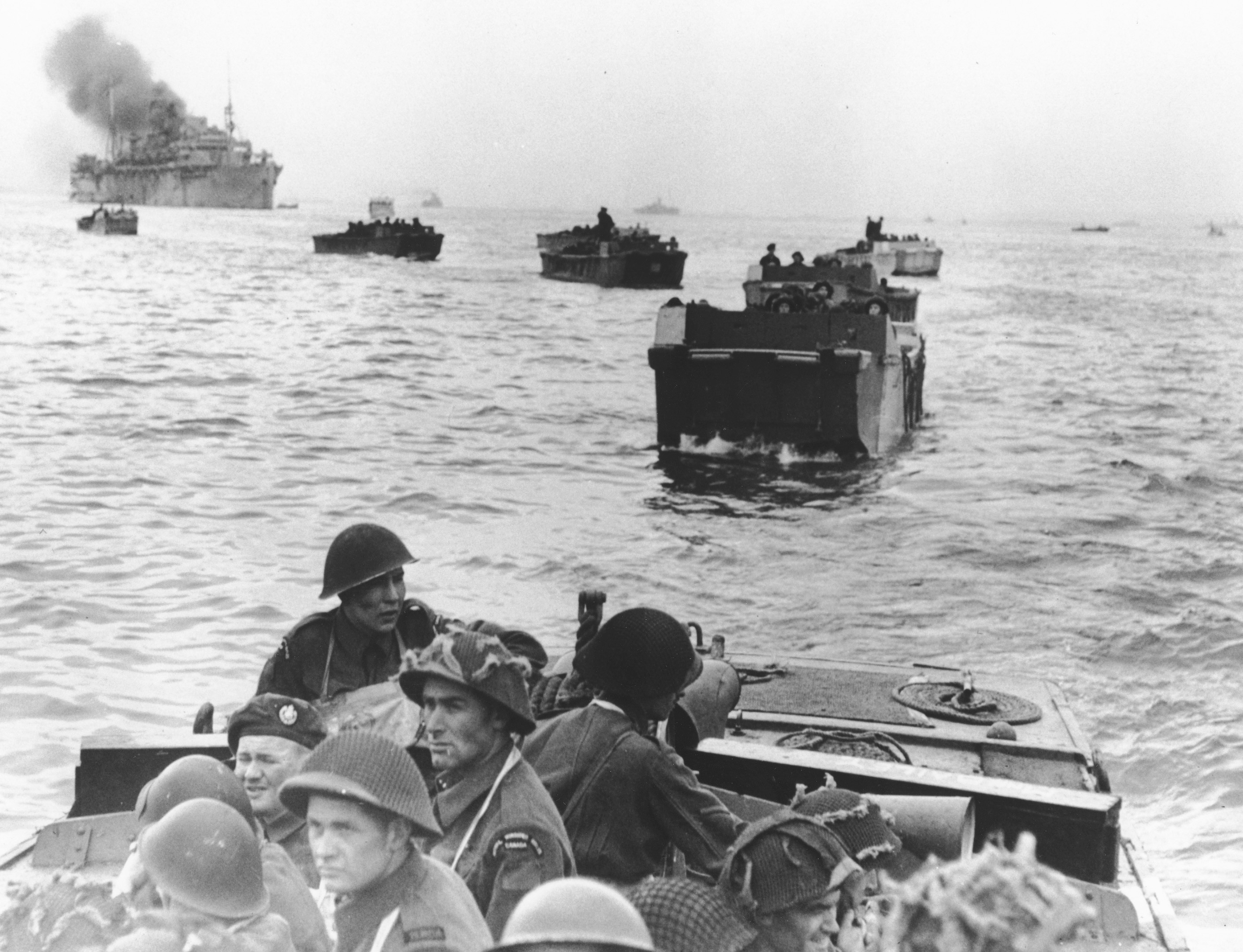
Висадка канадського морського десанту десантними катерами LCA на плацдарм «Джуно». Операція «Нептун». 6 червня 1944

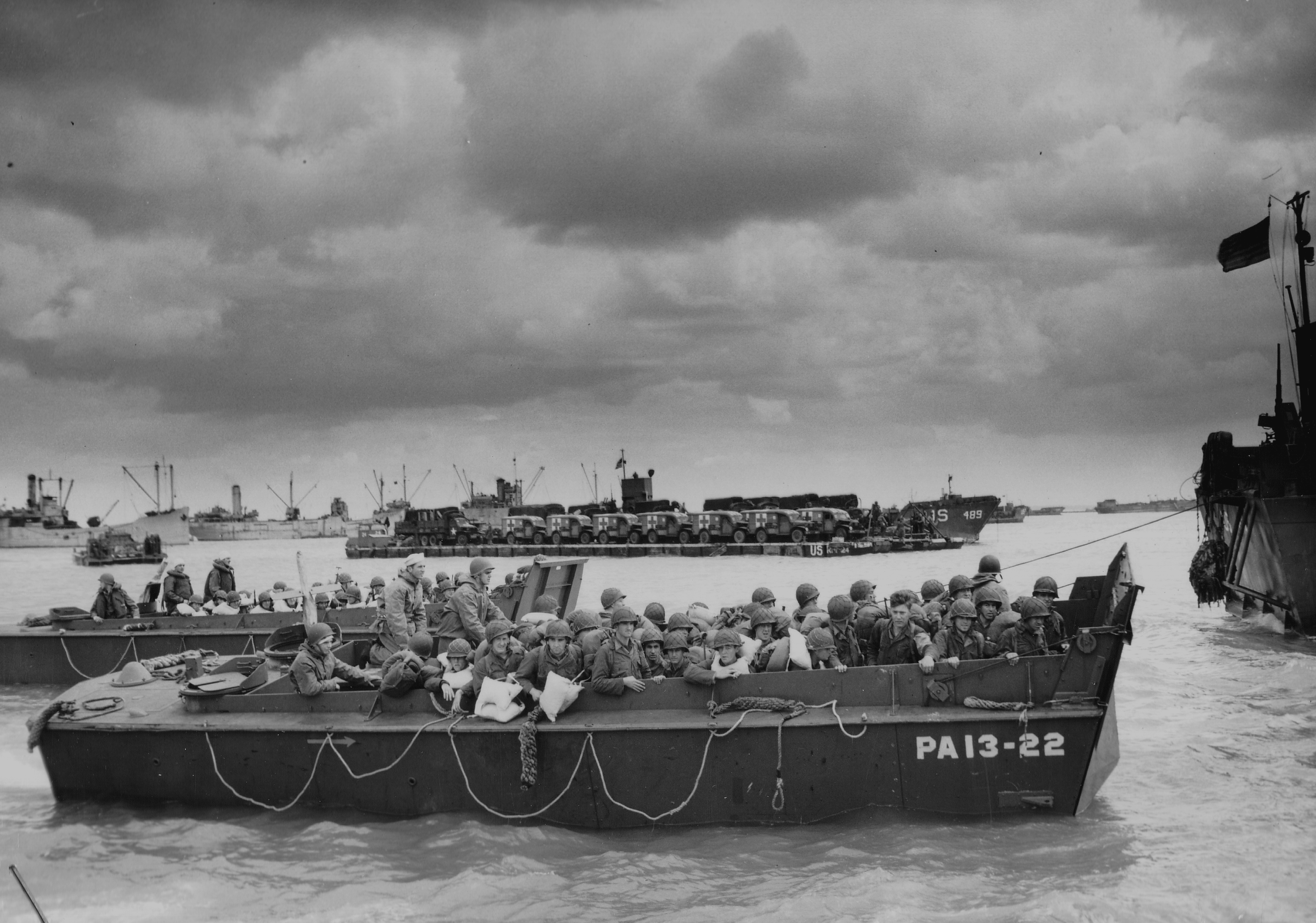
Десантно-висадочні засоби типу LCA з морським десантом на борту

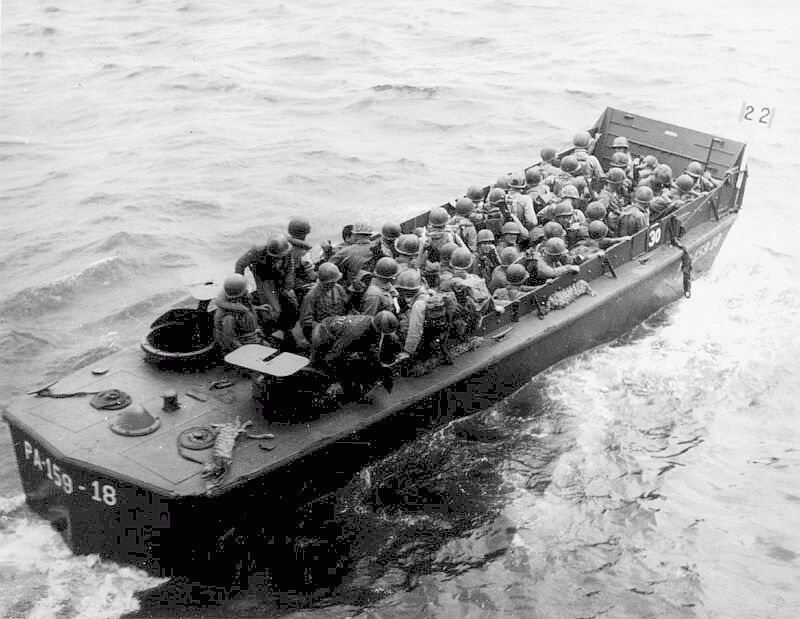
Морський десант на LCVP наближається до зони висадки. Битва за Окінаву. Квітень 1945

Десантний катер — десантно-висадочний засіб, клас швидкохідного маломірного бойового корабля, призначений для транспортування та висадки особового складу морського десанту на узбережжі, зайнятим противником при проведенні десантних операцій. Для самооборони і вогневої підтримки десанту, вони мають артилерійське і кулеметне озброєння.